# بورصة تل أبيب
بورصة تل أبيب أو سوق تل أبيب للأوراق المالية (بالعبرية: הבורסה לניירות ערך בתל אביב) وتعرف بـ (بالعبرية: הבורסה هبورصة، البورصة) (بالإنجليزية: Tel Aviv Stock Exchange) وتختصر (بالإنجليزية: TASE) . سوق الأوراق المالية الإسرائيلي الوحيد، وهي بورصة عامة، تأسست في 1953.

## وصلات خارجية
- الموقع الإلكتروني